# Mitchell Marner
Mitchell Marner, detto Mitch (Markham, 5 maggio 1997), è un hockeista su ghiaccio canadese.
Milita nel Toronto Maple Leafs del National Hockey League (NHL). Marner è nato a Markham, Ontario, ma è cresciuto a Thornhill, Ontario. Marner è stato selezionato al quarto posto dal Toronto Maple Leafs nel 2015 NHL Entry Draft.